# サルキス・カシヤン
サルキス・イヴァノヴィチ・カシヤン（ロシア語: Саркис Иванович Касьян、1876年1月28日 - 1937年12月）、民族名サルギス・ホヴァネシ・カシヤン（アルメニア語: Սարգիս Հովհաննեսի Կասյան）、本姓テル＝カスパリャン（ガスパリアン）(Тер-Каспарян, Տեր-Գասպարյան (Կասպարյան)) は、アルメニア人のボリシェヴィキ。ロシア語で名はセルゲイ (Сергей)、父称はオガネソヴィチ (Оганесович) とも。

## 生涯

### 青年期
1876年1月28日（ユリウス暦16日）、ロシア帝国エリザヴェトポリ県シュシャの中産階級家庭に生まれた。1902年にライプツィヒ商科学院を、1904年にフリードリヒ・ヴィルヘルム大学哲学部を卒業し、商学博士候補および哲学博士候補となった。
若くから革命運動に関わり、1903年には社会民主フンチャク党に加盟したが、ほどなく脱退して1905年からボリシェヴィキ党員となった。1906年にリュドヴィグ・クヌニャンツ (hy)、ペトロス・ムナツァカニャン (hy) とともに最初のボリシェヴィキ系アルメニア語紙『バンヴォリ・ザイニ』を創刊。チフリスでもスレン・スパンダリャンとともに『カイツ』(hy)、『ノル・ホスク』などボリシェヴィキ系のアルメニア語紙を編集していたが、1914年4月に逮捕され、アストラハンとヴォログダに追放された（ヴォログダでは北部地方協力経理部部長として働いた）。

### 革命期
1917年の二月革命によって解放され、翌1918年にグルジア民主共和国のメンシェヴィキ政権によって逮捕されるも、ソビエト・ロシアからの圧力によってほどなく釈放されている。同年からボリシェヴィキ・カフカース地方委員会チフリス局メンバー、1919年から1920年までカフカース地方委書記およびアルメニア委議長を務めた。1920年1月にアルメニアの党組織で第1回会議が開かれた際はそれを主宰し、同年にはアスカナズ・ムラヴャンとともに革命組織の統一とアルメニア第一共和国のダシュナク党政権転覆を計画したが、当局にまたも逮捕され、国外追放とされた。釈放後はグルジアで破壊活動に関与して三度逮捕されたが、やはりアゼルバイジャン社会主義ソビエト共和国からの圧力によって釈放された。

### 後半生
1919年12月19日から1920年6月まで、同年11月11日から1922年まではアルメニア共産党中央委員となり、1920年11月29日にアルメニア第一共和国が打倒された際には、アルメニア社会主義ソビエト共和国の樹立宣言を行った。同日から翌1921年3月24日までアルメニア軍事革命委員会 (hy) 議長、1920年12月12日から1921年5月21日までは農業人民委員も務めている。しかし、カシヤンらが行った過酷な徴発は民衆の叛乱を呼び起こし、国家指導者の地位は党中央が派遣した穏健派のアレクサンドル・ミャスニコフに奪われた。
その後は1921年のコミンテルン第3回大会出席者、同年7月から翌1922年11月まで執行委員候補となった。翌1923年にはザカフカース社会主義連邦ソビエト共和国中央執行委農業委議長、翌1924年5月10日から1932年1月17日までは再度アルメニア共産党中央委員を務め、1924年から1927年まではチフリスのザカフカース共産大学学長、ザカフカース連邦共和国中央執行委民族会議議長を務めた。1927年4月9日から1931年2月20日までザカフカース連邦共和国中央執行委議長を務め、1928年4月5日から1930年9月17日まではアルメニア共産党中央委幹部会メンバーおよび局員、1928年7月7日から1931年2月14日まではアルメニア共和国中央執行委議長でもあった。1930年には第16回党大会に出席した。1931年6月から翌1932年11月まではザカフカース連邦共和国最高裁判所の長官でもあった。
全ロシア中央執行委およびソビエト連邦中央執行委のメンバーも務め、『共産党宣言』や『共産主義の諸原理』の翻訳も行ったが、1937年12月にエレヴァンで銃殺された。その後、1955年に名誉回復がなされた。カシヤンの名はエレヴァンの通り (hy) に残されている。